# 월곡중학교 (광주)
월곡중학교(月谷中學校)는 대한민국 광주광역시 광산구 월곡동에 위치한 공립 중학교이다.

## 학교 연혁
- 1993년 8월 19일 : 하남동중학교 설립 인가(30학급)
- 1994년 3월 5일 : 초대 김용호 교장 취임
- 2000년 3월 1일 : ‘월곡중학교’ 로 교명 개명
- 2002년 1월 26일 : 급식소 및 강당(월곡관) 준공
- 2011년 3월 1일 : 교육과학기술부 요청 광주광역시교육청지정 연구학교 (~2013.02.28)
- 2021년 9월 1일 : 제12대 현병순 교장 취임
- 2025년 1월 10일 : 제29회 졸업식(6학급 137명)
- 2025년 3월 4일 : 제32회 입학식(6학급 156명)

## 참고 자료
- 월곡중학교 - 한국교육학술정보원 학교알리미